# Hearst Corporation
Pour les articles homonymes, voir Hearst.
La Hearst Corporation est un groupe de médias américain dont l'origine remonte au 4 mars 1887, jour où William Randolph Hearst racheta le San Francisco Examiner.

## Histoire
En 1886, Schlicht & Field Company lance le magazine féminin Cosmopolitan aux États-Unis. Le magazine est racheté par William Randolph Hearst en 1905.
Le 4 mars 1887, Hearst rachète le journal San Francisco Examiner, fondé en 1865.
En 1913, Hearst achète le magazine féminin Harper's Bazar fondé en 1867. En 1915, William R. Hearst crée l'agence de presse King Features Syndicate pour fidéliser les lecteurs de ses journaux avec une production de comic strips, de bande dessinées, de rubriques et de jeux.
En 1921, Hearst achète le quotidien Seattle Post-Intelligencer, fondé en 1863. En 1925, Hearst achète le magazine mensuel Town & Country, fondé en 1846 sous le nom The National Press, rebaptisé The Home Journal après 8 mois, avant de prendre son nom actuel en 1901.
En 1932, Hearst recrute Carmel Snow pour Harper's Bazaar ; elle fera venir Diana Vreeland quelque temps après. En 1938, Alexey Brodovitch entre à Harper's Bazaar.
En 1944, le groupe lance le magazine pour adolescents Seventeen. En 1945, le groupe publie Junior Bazaar, déclinaison du Harper's Bazaar pour les plus jeunes. Le titre disparait trois ans plus tard.
En 1958, Hearst achète le magazine consacré à la science et à la technologie Popular Mechanics fondé en 1902. En 1959, Hearst achète Avon Publications, éditeur américain de livres de poche et de bandes dessinées.
En 1972, le groupe Marie Claire lance l'édition française de Cosmopolitan sous licence de Hearst.
En 1er mai 1987, le groupe Hearst achète le quotidien Houston Chronicle, fondé en 1901, pour un montant de 415 millions de dollars.
Le 8 novembre 1990, Hearst Corporation achète à RJR Nabisco 20 % du capital d'ESPN pour 165 à 175 millions de $.En 1993, le groupe lance le magazine mensuel pour hommes Esquire. 
En avril 1994, Viacom revend pour 317,6 millions de dollars sa participation à Hearst Corporation et Capital Cities Communications afin de faire valider sa fusion avec Paramount Pictures. 
En 1999, le groupe lance le magazine mensuel Cosmogirl, version adolescente de Cosmopolitan. Toujours en 1999, la News Corporation achète le département des livres d'Avon Publications à Hearst, et fusionne Avon avec HarperCollins. Le 27 juin 2000, le groupe rachète la Chronicle Publishing Company qui possède le quotidien San Francisco Chronicle.
En décembre 2003 : Marvel Entertainment achète la société Cover Concepts à Hearst Communications.
En décembre 2008, le magazine Cosmogirl est arrêté, les abonnés reçoivent alors à la place Seventeen.
Le 27 août 2009, la filiale d'Hearst Corporation, A&E Television Networks achète Lifetime Entertainment Services,.
Le 31 janvier 2011, Hearst Corporation présente une offre ferme de rachat à Lagardère SCA pour ses activités de magazines à l'international (dont le magazine Elle).
Le 5 mai 2012, Comcast, actionnaire majoritaire de NBCUniversal, annonce exercer son option pour revendre sa partition dans A&E, laissant Disney et Hearst actionnaires paritaires à 50 %. Le 6 juillet 2012, Comcast annonce être proche d'un accord pour vendre sa part dans A&E Television Networks évaluée à 3 milliards de dollars. Le 30 juillet 2012, la Federal Trade Commission valide la vente par Comcast de sa participation dans A&E Television Networks.
En octobre 2016, Hearst Corporation, qui possède des activités en dehors du secteur des médias, annonce l'acquisition de Camp Systems, une société de logiciel pour l'aviation, pour un montant estimé à environ 2 milliards de dollars.
Le 13 novembre 2018, Disney discute avec Hearst l'achat des chaînes européennes codétenues d'A&E Networks afin de satisfaire la commission dans le cadre de l'achat de 21st Century Fox.

## Les divisions de la Hearst Corporation

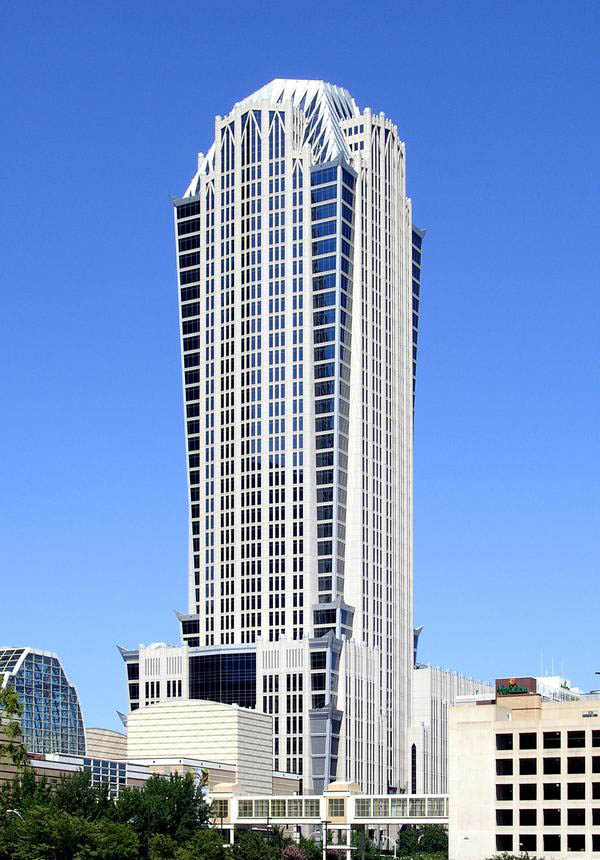
La Hearst Tower à Charlotte.

Voici une liste non exhaustives des propriétés de la Hearst Corporation en 2004.

### Hearst Newspapers(journaux)
Hearst Newspapers publie 12 quotidiens aux États-Unis.
- Albany Times Union
- Beaumont Enterprise
- Houston Chronicle
- Jasper Newsboy
- Laredo Morning Times
- Midland Daily News
- San Francisco Chronicle
- Seattle Post-Intelligencer
- San Antonio Express-News
- Midland Reporter-Telegram

- La King Features Syndicate n'est pas à proprement parler un organe de presse. KFS est, précisément, un syndicate, c'est-à-dire une agence de presse, dont le travail consiste à diffuser des licences (des séries BD) dans les différents journaux du groupe, mais aussi à l'étranger.

### Hearst Magazines
Hearst Magazines est un des principaux éditeurs de magazines au monde. Il publie 18 mensuels aux États-Unis et une centaine de magazines dans le monde.
- Cosmogirl
- Cosmopolitan
- Country Living
- Esquire
- Good Housekeeping
- Harper's Bazaar
- House Beautiful
- Marie Claire
- O at Home
- O, The Oprah Magazine
- Popular Mechanics
- Quick & Simple
- Redbook
- Seventeen
- SmartMoney (with Dow Jones)
- Teen
- Town & Country
- Town & Country TRAVEL
- Veranda

### Hearst Broadcasting
Hearst Broadcasting est propriétaire de stations de radio, de 32 stations de télévision et est actionnaire d'une société de production de télévision.
- Hearst Television anciennement Hearst-Argyle Television

### Hearst Entertainment and Syndication
Hearst Entertainment and Syndication gère les activités télévision  par câble, syndication et licensing du groupe. C'est à cette unité qu'est rattaché le King Features Syndicate.
- A&E Television Networks (50 % ; le reste par Disney)
  - Lifetime Entertainment (50 % ; le reste par Disney) fusionné avec A&E en 2009
- ESPN (détient 20 % ; Disney détient les autres 80 %)

### Hearst Interactive Media
Hearst Interactive Media est la branche Internet du groupe.

### Hearst Business Media
Hearst Business Media est la division presse professionnelle du groupe.